# Mill Valley
Mill Valley è una città della contea di Marin, in California (Stati Uniti d'America). Nel 2010 contava circa 13.900 abitanti. È situata a circa 23 km a nord di San Francisco.